# 森昌行
森 昌行（もり まさゆき、1953年1月7日 - ）は、日本の実業家・芸能プロモーター。
オフィス北野（現・TAP）元代表取締役社長で、社長退任以降も同社取締役を務めた。

## 略歴
高校卒業まで鳥取県鳥取市で過ごす。鳥取県立鳥取西高等学校を経て、1976年に青山学院大学法学部を卒業。テレビ番組制作会社スーパープロデュースに入社し、ADやリサーチスタッフとして『みごろ!たべごろ!笑いごろ!』（テレビ朝日）や『クイズ!!マガジン』（テレビ朝日）などの制作に携わる。
1980年に『クイズ!!マガジン』でADとしてビートたけしと出会うが、当時は単なる司会者とスタッフの関係だった。1981年に『アイドルパンチ』（テレビ朝日）でチーフAD、ディレクターを務め、主要なスタッフとして企画立案に参画するようになる。たけしの弟子グループを「たけし軍団」と命名し起用したり、後の『ガンバルマン』（スーパージョッキー）や『ビートたけしのお笑いウルトラクイズ』の原型となるコーナーを企画するなど、たけしからも信頼された。
1988年1月、新聞紙上に突然「たけし（当時の所属事務所・太田プロダクションから）独立・社長に友人の森氏」との記事が出る。この記事自体は誤報だったが、実際にたけしが独立する際に取締役制作部長の肩書きで、1988年2月10日にオフィス北野設立に参加し、プロデューサーとして北野武名義の映画作品にも携わる。1992年からオフィス北野の社長に就任し、たけしが1994年にバイク転倒事故で入院した際には、連日のように記者会見する姿がワイドショーなどで流れ、時の人となった。
2018年を以ってオフィス北野代表取締役社長を辞任し、後継者に所属タレントのつまみ枝豆が就任した。社長退任後も、取締役として同社（株式会社TAPに改名）に籍を残している。

## 映画プロデューサーとして
たけしは1989年に深作欣二の代役として『その男、凶暴につき』で監督デビューし、以降、多くの監督依頼が来るようになる。森はディレクター時代から、たけしの演出や映像感覚の非凡さを知っており、「テレビタレント・ビートたけし」とは違う「映像作家・北野武」の世界を実現するため、自社での映画制作・配給を始めた。
当初は監督のマネージャー的な役割であったが、制作費や興行収入の管理と映画興行へのプロデューサーとして活動した。北野監督作品の他にも、ダンカンが監督した『七人の弔』や、清水浩が監督した『生きない』なども手がけている。

## 人物・エピソード
- 学生時代はミュージシャン志望で、音楽業界への顔つなぎのためにNETテレビ（現テレビ朝日）で美術スタッフのアルバイトを始める。その縁でテレビ制作会社に入社するが、テレビの仕事が面白くなり、ミュージシャンを断念した。趣味はエレキギターで、対談などでギターのコレクションやエフェクター愛を語ったこともある[4]。
- 日本のヘヴィメタルバンド「LOUDNESS」のライブビデオのディレクターとして制作に関わっていたこともあり、1985年の全米ツアーにも10日間ほど同行したこともある。当時資料用として撮影されたアメリカ公演のフィルムは長年行方不明とされていたが、後に森が当時社長を務めていたオフィス北野に保管されていたことが発覚し、2015年に発売された「THUNDER IN THE EAST」の30周年記念盤の初回限定盤に収録、記念盤のドキュメンタリーDVDにも森が出演し、当時のエピソードを語っている。
- 日本の若いヘヴィメタル・ハードロックバンドの若者を応援する企画を「天才・たけしの元気が出るテレビ!!」の総合演出であったテリー伊藤に提案したが、伊藤がヘヴィメタル・ハードロックを理解出来ず激しく曲解し、上辺の風貌や過激なイメージだけを誇張し笑い者にする、という侮蔑的な企画になってしまった。
- ディレクター時代から知っているタレントは基本的に「さん付け」で呼ぶ。たけしのことも「北野さん」または「監督」と呼んでいる（たけしも「森さん」と呼ぶ）。
- 『みごろ!たべごろ!笑いごろ!』時代、ADのかたわらデンセンマンのスーツアクターも務めた。たけしや軍団から何度もネタにされている。
- 2001年の『BROTHER』で、初めてハリウッドのスタッフと映画を制作する。この時のビジネスに徹するハリウッド関係者の姿勢に強い衝撃を受け、ともすれば芸術家を気取り、単に映画好きであり、投機的・博打的な日本の映画制作・興行システムを無責任と考えるようになる。文化の担い手としての映画とビジネスとしての映画の両立を目標としている。

## 著作
- 天才をプロデュース?（2007年5月 新潮社）ISBN 9784103047315